# District de Çärjew
Le district de Çärjew (anciennement district de Türkmenabat / Serdarabat) est un district du Turkménistan situé dans la province de Lebap. 
Son centre administratif est la ville de Türkmenabat.